# Бобрики (Белёвский район)
Бобрики — посёлок в Белёвском районе Тульской области России. Население - 447 человек (2021).
В рамках административно-территориального устройства является центром Бобриковского сельского округа Белёвского района, в рамках организации местного самоуправления входит в сельское поселение Левобережное.

## География
Расположен в 16 км к югу от районного центра, города Белёва, и в 112 км к юго-западу от областного центра. 

## Население
| 2002 | 2010 |
| ---- | ---- |
| 498  | ↗502 |